# Рафаил (Трухин)
Архимандрит Рафаил (в миру Николай Ионович Трухин; 1844, Ижевский завод, Вятская губерния — 10 июля 1901, Антониев Краснохолмский монастырь, Весьегонский уезд, Тверская губерния) — архимандрит Русской православной церкви. Начальник Русской духовной миссии в Иерусалиме (1894—1899), настоятель Краснохолмского Николаевского Антониева монастыря (1899—1901).

## Биография
Родился в 1844 году в семье артиллерийского обер-офицера Ижевского оружейного завода Сарапульского уезда Вятской и Пермской губернии.
В 1852—1860 годах обучался в офицерской школе, получив по окончании обучения аттестат.
В 1867 году он отправился на гору Афон, где принят был в число братства Русского Пантелеимонова монастыря.
В 1868 году пострижен в рясофор.
Проходил послушание на клиросе в Соборном храме, а также занимался письмоводством в монастырской канцелярии.
В 1869 году пострижен в мантию с именем Рафаил и поставлен во главе клиросных соборных певчих.
В 1870 году определён регентом, соборным головщиком и уставщиком.
В 1872 году отец Рафаил рукоположён был во иеродиаконы, в каковом звании состоял 3 года, исполняя должности первого диакона и смотрителя монастырских гостиниц.
В 1875 году он посвящён был в иеромонаха.
В 1876 году определён ризничим.
В 1876 году он послан был в Константинополь представителем Пантелеймоновского монастыря при освящении там церкви Русского посольства.
В 877 году определён старшим благочинным монастыря, оставаясь ризничим.
С 1878 года — монастырский духовник.
В 1879 году послан был к Вселенскому Патриарху по монастырским делам.
С 1881 года — настоятель 1-го монастырского Собора святого великомученика Пантелеимона.
В марте 1888 года был направлен в Санкт-Петербург, как представитель монастыря, для присутствия при погребении императора Александра II, в июле присутствовал при освящении храма в Иверской иконы Божией Матери на подворье Новоафонского Симоно-Кананитского монастыря (утрачен), а в том же году в сентябре был представителем монастыря в Новоафонском Симоно-Канантскогом монастыре на Кавказе при встречи императорской семьи.
В 1889 году назначен настоятелем Саровской пустыни Тамбовской губернии с возведением в сан игумена.
За время управления монастырём им были выполнены предписания Синода: осуществлены реорганизация лесного хозяйства, изменение отчётности, устройство монастырской больницы, приведение в порядок и реконструкция мест, связанных с памятью Серафима Саровского. При Рафаиле были построены часовня и купальня у ближней пустынки, восстановлены на прежних местах кельи на ближней и дальней пустынках; на место тысяченощного моления Серафима был вновь водружён камень, похожий на оригинал, и над ним соорудили деревянную сень. Над могилой преподобного Серафима у стены Успенского собора была возведена чугунная решетчатая часовня. При Рафаиле же были начаты подготовительные работы по строительству храма над кельей Серафима Саровского.
В июне 1894 года вызван из Сарова в Синод в Санкт-Петербург; 16 июля определением Святейшего Синода назначен начальником Русской духовной миссии в Иерусалиме; в августе возведён в сан архимандрита Петербургским митрополитом Палладием; в сентябре определён действительным членом Императорского Православного Палестинского общества.
В 1899 году уволен от управления Русской духовной миссией в Иерусалиме. Указ об освобождении архимандрита Рафаила от должности пришёл в Иерусалим 4 июня. В октябре назначен настоятелем в Краснохолмский Николаевский Антониев монастырь Весьегонского уезда Тверской губернии, где и умер 27 июня 1901 года. Погребение утрачено по причине разрушения монастыря. В ходе археологических экспедиций 1990-х годов А. М. Салимова и В. А. Булкина на территории монастыря была обнаружена плита, которая ранее покрывала надгробие.

## Награды
В 1883 году — награждён набедренником.
В 1889 году — награждён палицею.
В 1890 году награждён наперсным крестом от Святейшего Синода по представлению Экзарха Грузии архиепископа Палладия.
В 1894 году — лично награждён великим князем Сергеем Александровичем, Председателем Императорского Православного Палестинского общества, серебряным знаком Палестинского общества на голубой ленте.
В 1896 году ко дню коронации Николая II награждён орденом Святой Анны II степени.
В 1899 — награждён германским императором орденом Прусской короны II степени со звездою, право на ношение которого было подтверждено Николаем II; от патриарха Иерусалимского Дамиана — святогробским наперсным крестом на красной ленте право ношения утверждено Святейшим Синодом); имел серебряную на Александровской ленте медаль «В память царствования императора Александра III».